# 431 (číslo)
Čtyři sta třicet jedna je přirozené číslo. Následuje po číslu čtyři sta třicet a předchází číslu čtyři sta třicet dva. Římskými číslicemi se zapisuje CDXXXI a řeckými číslicemi υλα.

## Matematika
431 je:
- Deficientní číslo
- Prvočíslo Sophie Germainové
- Nešťastné číslo

## Astronomie
- (431) Nephele je planetka hlavního pásu, kterou objevil v roce 1897 Auguste Charlois

## Roky
- 431
- 431 př. n. l.